# Alexandre Gazeau
Pour les articles homonymes, voir Gazeau.
Alexandre Seret Gazeau,  né le 4 août 1849 à Marseille et mort le 7 février 1919 à Paris, est un normalien, professeur de lycée, proviseur et historien français.

## Biographie
Reçu bachelier en 1868, il sort major à l'agrégation d'histoire et géographie en 1874. Il exerce comme professeur d'histoire aux lycées d'Évreux et d'Orléans, puis au lycée Charlemagne et, à partir de 1879, au lycée Condorcet à Paris. En 1893, il est proviseur du lycée de Versailles, de 1895 à 1909 proviseur du lycée Louis-le-Grand et enfin de 1909 à 1915 du lycée Condorcet.
Il est aussi professeur d'histoire et géographie à la Maison d'éducation de la Légion d'honneur à Saint-Denis de 1881 à 1893 ce qui lui vaut d'obtenir la croix de chevalier de la Légion d'honneur en 1885 alors qu'il n'a que 36 ans. Professeur d'histoire au lycée Condorcet où il recueille des appréciations très élogieuses pour son travail, il a pour élève en classe de seconde le jeune Marcel Proust qui obtient avec lui le deuxième prix d'histoire en 1887.
Il est élevé au rang d'officier de le Légion d'honneur le 5 août 1909.

## Publications
- Histoire de la formation de nos frontières, Librairie centrale des publications populaires, Paris, 1881.
- Les Bouffons, librairie Hachette, Paris, 1882.
- Discours sur l'histoire universelle, de Jacques Bénigne Bossuet, troisième partie, Delagrave, Paris 1884. Gazeau éditeur scientifique.